# Lissonota leucopoda
Lissonota leucopoda là một loài tò vò trong họ Ichneumonidae.